# Rock Springs (Wisconsin)
Rock Springs – wieś w Stanach Zjednoczonych, w stanie Wisconsin, w hrabstwie Sauk.